# Poljana (Moekatsjevo)
Poljana (Oekraïens en Russisch: Поляна; Hongaars: Polena; Slowaaks: Polana) is een plaats in de rajon Moekatsjevo in de oblast Transkarpatië in het zuidwesten van Oekraïne. Poljana ligt op 10 km van de stad Svaljava en aan de rivier Pynja. De plaats is bekend om haar sanatoria en de productie van mineraalwater.

## Geschiedenis
Poljana werd voor het eerst schriftelijk vermeld in 1180. Tot 1919 behoorde de plaats tot Oostenrijk-Hongarije en daarna als deel van Karpatho-Oekraïne tot Tsjecho-Slowakije. Door een annexatie kwam het in 1939 terug bij Hongarije, en vanaf 1945 maakte de plaats deel uit van de Sovjet-Unie en sinds 1991 van Oekraïne.